# 王美媛
王美媛（1994年8月23日—）是中國女子田徑運動員。2017年全國運動會女子4×400公尺接力預賽，代表廣西出賽的王美媛一登場微笑看鏡頭時，便因外型靚麗而被大家關注，並引得網友驚呼為「田徑女神」。

## 外部連結
- 王美媛在的頁面
- 王美媛的新浪微博